# Victorien Sardou
Victorien Sardou (Paris, 5 de Setembro de 1831 — Paris, 8 de Novembro de 1908) foi um dramaturgo francês, conhecido pelas suas comédias, boa parte delas traduzidas para português, constituindo parte frequente do reportório do teatro amador. É autor de peças de teatro em que se baseiam os libretos das óperas Tosca de Giacomo Puccini e Fedora de Umberto Giordano.

## Biografia
Originário de uma família modesta, que possuía um olival em Cannet, próximo de Cannes. Depois de um inverno rigoroso, em que a geada causou grandes danos nas oliveiras, a família ficou arruinada. O pai de Victorien, Antoine Léandre Sardou, resolve então instalar-se em Paris, onde foi sucessivamente contabilista, professor de contabilidade, director de uma escola privada e preceptor. Para complementar seus rendimentos, publicava manuais de gramática, dicionários e tratados sobre diversos assuntos. Como seus ganhos fossem insuficientes, Victorien cedo foi obrigado a granjear sua própria subsistência, vendo-se obrigado a abandonar o cursos de medicina que tinha começado.
Para sobreviver, Victorien Sardou recorre ao ensino do francês a alunos estrangeiros, e a dar explicações de latim, de história e de matemática. Também escrevia artigos para enciclopédias populares.
Enquanto isso, esforçava-se por vencer no campo da escrita. Seus primeiros ensaios foram pouco encorajadores, tendo tentado, sem sucesso, atrair a atenção da actriz Elisabeth Rachel Félix, a famosa Rachel, enviando-lhe o drama La Reine Ulfra, baseado numa antiga crónica sueca.
Sua estreia teatral foi particularmente difícil: sua primeira peça a ser levada à cena,  La Taverne des étudiants, foi representada no Odéon, em 1 de Abril de 1854, mas recebeu um acolhimento tempestuoso, pois tinha corrido o boato que o autor tinha sido contratado pelo governo para provocar os estudantes. A peça foi retirada de cena depois de apenas cinco representações.
Um outro drama, Bernard Palissy, foi aceita pelo Odéon, mas uma mudança de gerência levou ao anulamento do contrato. Outra peça, com um tema relacionado com o Canadá, intitulada Fleur de Liane, deveria ser levada à cena no Théâtre de l'Ambigu, mas a morte do director daquele teatro gorou o projecto. A obra Le Bossu, escrita de propósito para Charles Albert Fechter, não agradou ao actor e quando finalmente subiu à cena, com sucesso, a autoria foi atribuída erroneamente a outrem.  
A peça Paris à l'envers, submetida à apreciação de Adolphe Lemoine, director do Théâtre du Gymnase Marie Bell, foi por ele rejeitada, a conselho de Eugène Scribe, que considerava revoltante a cena de amor, que depois ficaria célebre na peça : Nos Intimes.
Sardou encontrava-se na miséria, quando, para piorar as coisas, sofreu um ataque de febre tifóide, que o deixou à beira da morte. Metido no seu miserável quarto, rodeado dos manuscritos rejeitados, quando já desesperava de se salvar, foi socorrido por uma mulher que vivia no mesmo prédio. Esta alma caridosa chamava-se Laurentine de Brécourt, a qual tinha amizades nos meios teatrais, nomeadamente com a célebre actriz Virginie Déjazet, com da qual era amiga íntima. Quando Victorien Sardou se restabeleceu, foi-lhe apresentado pela sua amiga. Em consequência desse encontro, a velha actriz deixa-se encantar pelo jovem autor, tomando nas suas mãos o lançamento da sua carreira. Victorien Sardou casaria entretanto com Laurentine de Brécourt.
Especificamente para Sardou e para as suas peças, a já idosa actriz adquire, em 1859, um teatro, as Folies Déjazet, sito no n.º 41 do boulevard du Temple, então rebaptizado Théâtre Déjazet. Para cobrir o custo de exploração, ela vê-se obrigada a retomar as suas tournées pela Europa. 
A peça Candide, a primeira peça escrita para Virginie Déjazet, foi interditada pela censura, mas as três peças seguintes, escritas quase em simultâneo, – Les Premières Armes de Figaro, Monsieur Garat, Les Prés Saint-Gervais – tiveram um grande sucesso. O mesmo aconteceu com a obra Les Pattes de mouche (1860), que foi levada à cena no prestigioso Gymnase.

### Obra

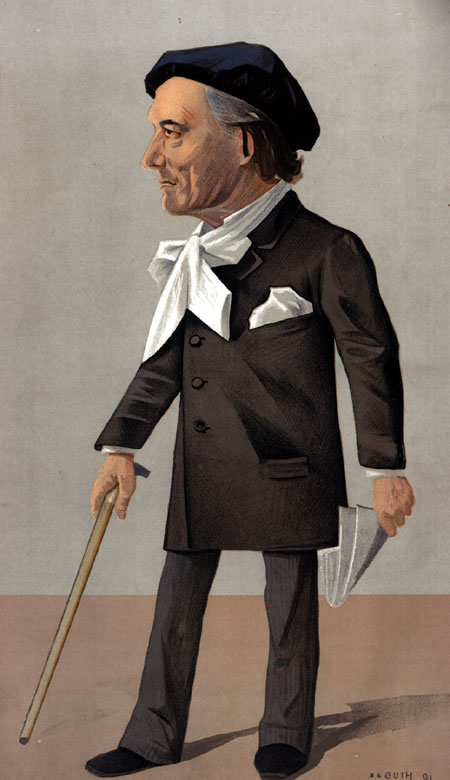
Caricatura de Victorien Sardou.

Victorien Sardou rapidamente ombreou com os dois mestres do teatro de então, Émile Augier e Alexandre Dumas, filho. Embora não tivesse o sentido do cómico ou a eloquência e a força moral do primeiro, ou a convicção apaixonada e o espírito agudo do segundo, ele revelou-se um mestre do diálogo. As suas réplicas desenvolviam-se com inspiração e ritmo.
Na sua obra Sardou aplicou os princípios construtivos de Eugene Scribe (1791-1861), combinando os três géneros dramáticos clássicos – a comédia de carácter, a comédia de situação e a comédia de intriga – com o drama burguês. No processo, demonstra grande habilidade, produzindo peças sólidas e dramaticamente bem construídas, voltando-se frequentemente para o campo da sátira social.
Nas suas peças ridiculariza a burguesia egoísta e vulgar, como na obra Nos intimes (1861), os velhos celibatários nos Les Vieux Garçons (1865), os Tartufos modernos em Séraphine (1868), os camponeses em Nos Bons Villageois (1866), os velhos costumes e os princípios políticos reaccionários em Les Ganaches (1862), o espírito revolucionário e aqueles que se deixam dominar por ele em Rabagas (1872) e em Le Roi Carotte (1872) e as leis e costumes sobre o divórcio em Divorçons! (1880).
Fedora (1882), que deu origem ao homónimo chapéu, foi escrita especificamente para Sarah Bernhardt, tal como aconteceria com muitas das peças posteriores. Os direitos da obra foram, depois, vendidos a Umberto Giordano, que transformou-a na ópera de sucesso Fedora. Victorien Sardou vai alterando o seu estilo, renovando-se através da introdução nas suas peças de elementos de carácter histórico, geralmente de forma muito superficial. Foi o caso da peça Théodora (1884) pretensamente baseada numa crónica bizantina e de La Haine (1874), situada no contexto da Itália medieval. No caso da peça La Duchesse d'Athènes, o ambiente é o da Grécia medieval. 
A peça Patrie (1869) evoca o levantamento em armas dos camponeses holandeses de finais do século XVI, enquanto La Sorcière (1904) se desenrola na Espanha do século XVI. A Revolução Francesa serve de enquadramento a três peças: Les Merveilleuses, Thermidor (1891) e Robespierre (1902), esta última escrita especialmente para Sir Henry Irving. A época imperial francesa é revivida na La Tosca (1887) e na celebérrima  Madame Sans Gêne (1893). Na mesma linha de representação histórica situam-se as peças Dante (1903), La Pisie (1905) e Le Drame des poisons (1907).
Pela qualidade da sua obra, Victorien Sardou foi eleito para a Académie Française em 1877.

### Vida familiar
Victorien Sardou casou com Laurentine Eléonore Désirée de Moisson de Brécourt, que faleceu apenas 8 anos depois. Voltou a casar em 1872 com Marie Anne Corneille Soulié (1845-1923), filha do erudito Eudore Augustin Soulié e de Marie Catherine Joséphine Vila. Uma sua filha casará com o autor dramático Robert de Flers.

### Adepto doEspiritismo
Victorien Sardou foi um notório adepto e entusiasta do espiritismo, tendo fortemente elogiado o O Livro dos Espíritos em carta para Allan Kardec: "É o livro mais interessante e o mais instrutivo que jamais li. Recebei, Senhor, meus cumprimentos pela maneira como classificastes e coordenastes os materiais fornecidos pelos próprios Espíritos: tudo é perfeitamente metódico, tudo se encadeia bem e vossa introdução é uma obra prima de lógica, de discussão e de exposição." Sardou chegou também a escrever uma peça teatral chamada Spiritisme (traduzida para o português como "Amargo Despertar") e a colaborar como médium de psicopictografia para a Revista Espírita, ainda na época em que era coordenada por Kardec.

## Trabalhos

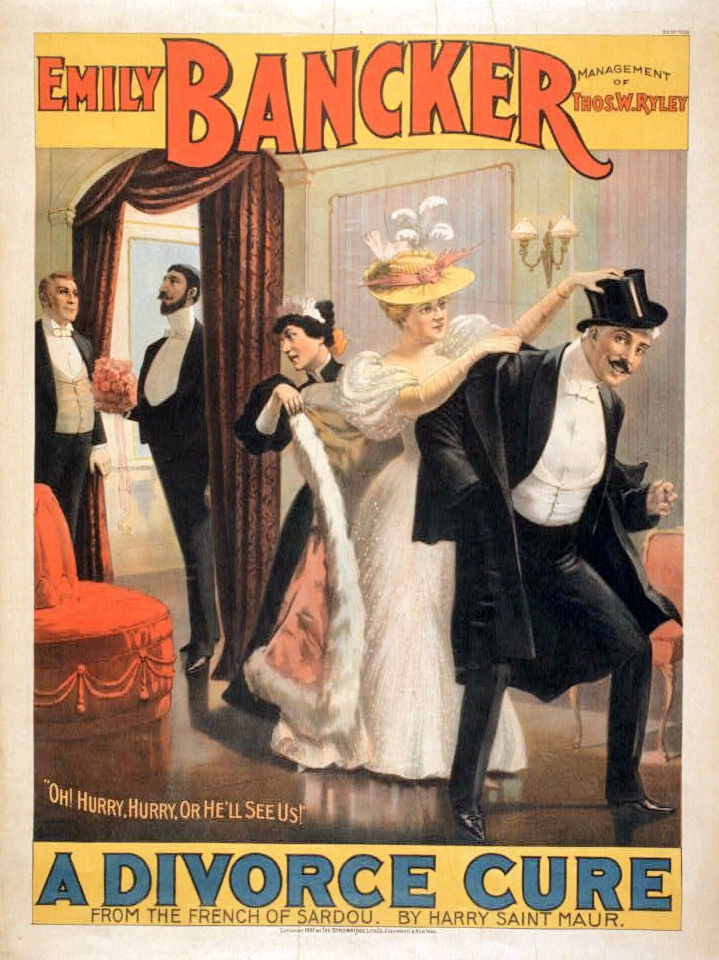
Cartaz de uma produção de 1897 de A Divorce Cure, adaptada da peça Divorçonx de Sardou

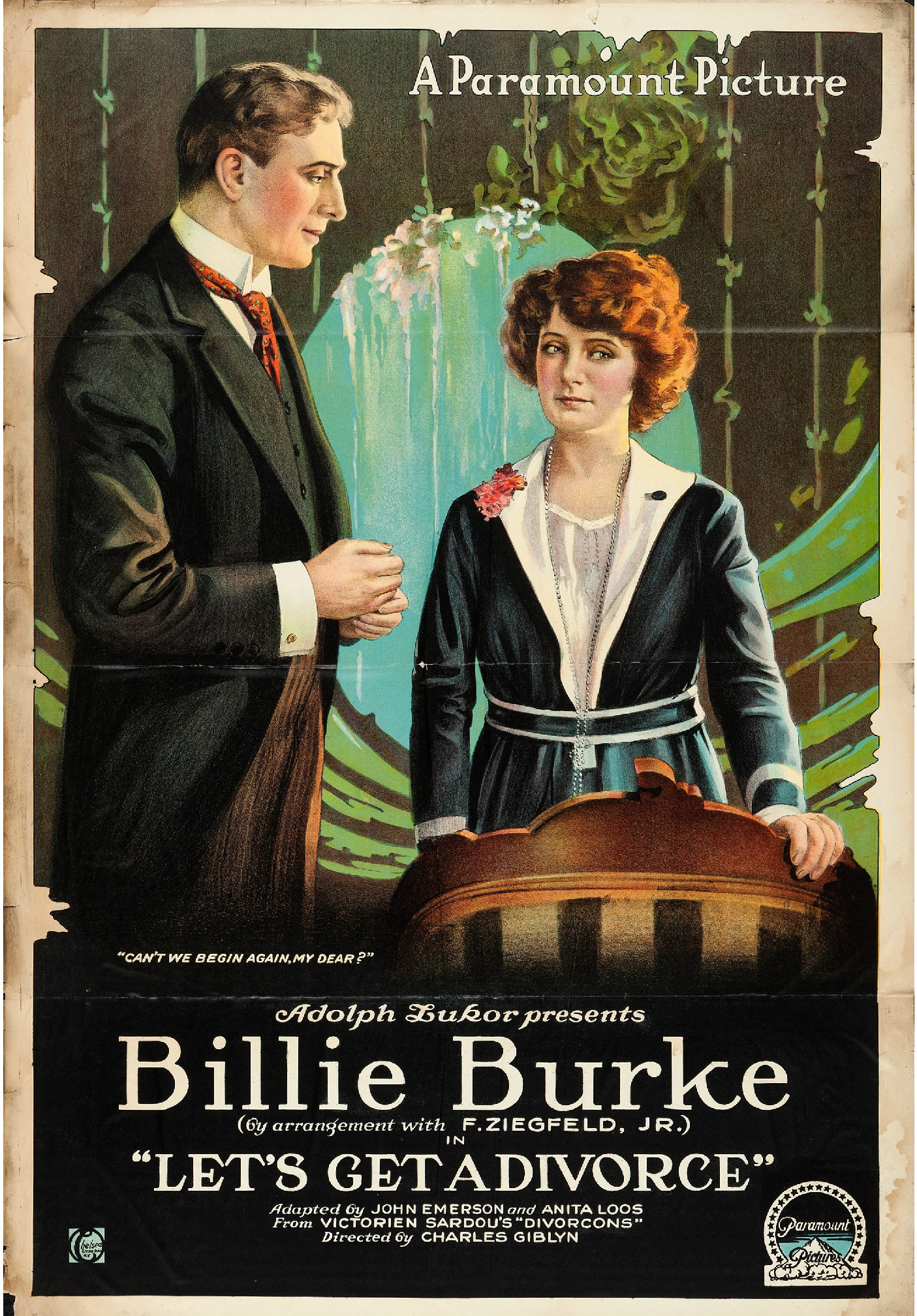
Cartaz do filme de 1918, Let's Get a Divorce, baseado em Divorçons de Sardou

### Obras para teatro
- La Taverne des étudiants (1854)
- Les Premières Armes de Figaro (1859), com Emile Vanderbuch
- Les Gens Nervoux (1859), com Théodore Barrière
- Les Pattes de mouche (Um pedaço de papel ; 1860)
- Monsieur Garat (1860)
- Les Femmes fortes (1860)
- L'écureuil (1861)
- L'Homme aux pigeons (1861), como Jules Pélissié
- Onze Jours de siège (1861)
- Piccolino (1861), comédia em 3 atos com canções
- Nos Intimes! (1861)
- Chez Bonvalet (1861), como Jules Pélissié com Henri Lefebvre
- La Papillonne (1862)
- La Perle Noire ( The Black Pearl ; 1862)
- Les Prés Saint-Gervais (1862), com Philippe Gille e música de Charles Lecocq
- Les Ganaches (1862)
- Bataille d'amour (1863), com Karl Daclin e música de Auguste Vaucorbeil
- Les Diables noirs (1863)
- Le Dégel (1864)
- Don Quichotte (1864), rearranjado por Sardou e Charles-Louis-Etienne Nuitter e música de Maurice Renaud
- Les Pommes du voisin (1864)
- Le Capitaine Henriot (1864), de Sardou e Gustave Vaez, música de François-Auguste Gevaert
- Les Vieux Garçons (1865)
- Les Ondines au Champagne (1865), como Jules Pélissié com Henri Lefebvre, música de Charles Lecocq
- La Famille Benoîton (1865)
- Les Cinq Francs d'un bourgeois de Paris (1866), com Dunan Mousseux e Jules Pélissié
- Nos Bons Villageois (1866)
- Maison neuve (1866)
- Séraphine (1868)
- Patrie! ( Pátria ) (1869), adaptado por Sardou em 1886 em uma grande ópera com música de Emile Paladilhe
- Fernande (1870)
- Le roi Carotte (1872), música de Jacques Offenbach
- Les Vieilles Filles (1872), com Charles de Courcy
- Andréa (1873)
- L'Oncle Sam ( Tio Sam ; 1873)
- Les Merveilleuses (1873), música de Félix Hugo
- Le Magot (1874)
- La Haine ( Hatred ; 1874), música de Jacques Offenbach
- Ferréol (1875)
- Piccolino (1876), opéra-comique em 3 atos , com Charles-Louis-Etienne Nuitter e com música de Ernest Guiraud
- L'Hôtel Godelot (1876), com Henri Crisafulli
- Dora (1877)
- Les Exilés (1877), com Gregorij Lubomirski e Eugène Nus
- Les Bourgeois de Pont-Arcy (1878)
- Les Noces de Fernande (1878), com Émile de Najac e música de Louis-Pierre Deffès
- Daniel Rochat (1880)
- Divorçons! ( Vamos nos divorciar ; 1880), com Émile de Najac
- Odette (1881)
- Fédora (1882)
- Théodora (1884), posteriormente revisada em 1907 com Paul Ferrier e música de Xavier Leroux
- Georgette (1885)
- Le Crocodile (1886), com música de Jules Massenet
- La Tosca (1887), com música de Louis Pister
- Marquise (1889)
- Belle-Maman (1889), com Raymond Deslandes
- Cléopâtre (1890), com Émile Moreau e música de Xavier Leroux
- Termidor (1891)
- Madame Sans-Gêne (1893), com Émile Moreau
- Gismonda (1894)
- Marcelle (1895)
- Spiritisme (1897)
- Paméla (1898)
- Robespierre (1899) com música de Georges Jacobi
- La Fille de Tabarin (1901), com Paul e música de Gabriel Pierné
- Les Barbares (1901), libreto de ópera com Pierre-Barthélemy Gheusi , música de Camille Saint-Saëns
- Dante (1903), com Émile Moreau
- La Sorcière ( The Sorceress ; 1903)
- Fiorella (1905), com Pierre-Barthélemy Gheusi e música de Amherst Webber
- L'Espionne (1906)
- La Pisie (1906)
- L'Affaire des Poisons (1908), como Jules Pélissié

### Livros
- Rabàgas (1872)
- Daniel Rochet (1880)